# Scandale Life Esidimeni
Le scandale Life Esidimeni fait suite à la révélation, en 2016, de la mort de 144 personnes dans des établissements psychiatriques de la province de Gauteng en Afrique du Sud, de causes diverses, mais qui peuvent être rapportées à la famine et la négligence.
Le drame tire son nom de l'entreprise Life Esidimeni, filiale de Life Healthcare Group (en), prestataire de soins de santé privé sud-africain, qui voit près de 1 500 de ses patients, atteints de troubles psychiatriques, être retirés des cliniques où ils étaient soignés au premier semestre 2016. Les patients sont transférés en vertu d'un plan gouvernemental, le Projet « Marathon de la santé mentale », dans des centres de soins moins chers, dont beaucoup s'avèrent être non agréés et manquant cruellement de ressources. Les mauvais traitement qui s'ensuivent provoquent la mort de 144 personnes, et plus de 1 500 patients sont affectés.
Le désastre est surnommé « la plus grande violation des droits de l’homme depuis l’avènement de la démocratie »,, et provoque des débats politiques importants dans le pays,,. En 2021, aucune accusation de nature criminelle n'est ouverte contre des personnes impliquées, mais une enquête judiciaire concernant les causes des décès est en cours.

## Projet «Marathon de la santé mentale»
En octobre 2015, le ministère de la Santé de la province du Gauteng annonce la résiliation de son contrat de soins externalisés avec un prestataire de soins de santé privé, Life Esidimeni, qui fournit des soins psychiatriques spécialisés aux patients de l'État. Selon une membre du Conseil exécutif de la province pour la santé, Qedani Mahlangu, le département aurait résilié le contrat afin d'économiser de l'argent en adoptant une politique de « désinstitutionnalisation » des patients psychiatriques. Entre mars et juin 2016, environ 1 500 patients psychiatriques (jusqu'à 1 700 selon certains sources) sont transférés hors des structures gérées par Life Esidimeni et confiés aux soins de plus de 100 ONG, hôpitaux psychiatriques et établissements de soins communautaires différents,. Ce transfert massif de patients est appelé « Marathon de la santé mentale » ,,. Une enquête ultérieure révèle les nombreuses tentatives d'avertissement des autorités sur les conséquences du transfert de patients vers des ONG incapables de fournir les soins spécialisés dont ils ont besoin. Des actions en justice sont même intentées par des organisations de la société civile et des familles de patients pour interdire les transferts. Dans un cas, les autorités contournent une interdiction en concluant un accord judiciaire, qu'ils sont par la suite reconnus coupables d'avoir transgressé.
Il s'avère plus tard que de nombreux centres qui recevaient des patients n'étaient pas agréés ou avaient été agréés frauduleusement, tandis que d'autres manquaient manifestement des compétences, des ressources et des dossiers des patients pour fournir des soins adéquats,,. Des membres des familles des patients décédés rapportent avoir vu des patients se promener nus, que certaines ONG gérantes administraient l'ensemble des médicaments à chaque patient d'un seul coup, et que des corps se trouvaient en état de décomposition. Le rapport d'arbitrage de 2018 révèle lui que 144 personnes au total sont décédées et que de nombreuses autres ont été exposées à des traumatismes. Selon les certificats de décès officiels, la plupart des patients sont décédés de causes telles que l'hypothermie et la déshydratation, bien que de nombreux certificats mentionnent des causes naturelles.

## Rapport du Médiateur de la santé
En septembre 2016, dans la province de Gauteng, Mahlangu signale pour la première fois que 36 patients transférés sont décédés, bien qu'au moins 77 décès soient déjà survenus à ce moment-là, selon les enquêtes ultérieures. Fin 2016, un Médiateur de la santé, Malegapuru Makgoba, est nommé par le ministre national de la Santé, Aaron Motsoaledi, pour enquêter sur les décès. Un rapport d'enquête est publié le 1er février 2017, après que sa publication est retardée par Mahlangu, qui souhaite du temps pour parcourir le document avant de le commenter. Il est basé sur des enquêtes, des entretiens et des inspections conduites par le Médiateur et un groupe d'experts, ainsi que sur des inspections par le Bureau de la conformité aux normes sanitaires et sur d'autres enquêtes par le Comité consultatif ministériel sur la santé mentale.

### Résultats
Le rapport du Médiateur de la santé détaille les 94 cas connus de décès de patients hospitalisés en psychiatrie dans le Gauteng entre le 23 mars et le 19 décembre 2016. Il constate que 81 de ces décès sont liés à la résiliation du contrat avec Life Esidimeni. Le Médiateur conteste certains des rapports du gouvernement sur les décès et fait valoir que, même lorsque les décès ont été enregistrés comme résultant de causes naturelles, « les conditions de vie et les circonstances au sein des ONG rendaient ces décès autres que "naturels" ». De plus, le rapport trouve des « preuves prima facie » que le département, ses fonctionnaires et certaines ONG ont violé la Constitution, la loi nationale sur la santé mentale et la loi sur les soins de santé mentale, mais aussi que certaines actions du gouvernement montraient « un mépris total des droits des patients et de leurs familles ». La décision de résilier le contrat de Life Esidimeni aurait ainsi été « imprudente et imparfaite ». La planification inadéquate et l'exécution « chaotique » du projet de marathon de la santé mentale sont décrites comme « des plus négligentes et imprudentes » et montrant « un manque total de respect pour la dignité humaine, les soins et la vie humaine ».
Selon le rapport, la plupart des violations des droits humains et des décès sont survenus parmi les patients transférés dans des établissements tenus ou détenus par des ONG. 27 ONG auraient ainsi opéré illégalement, sous des licences invalides. Les ONG manquaient de « compétences et d'expérience de base », de « capacités de leadership/gestion » et de ressources suffisantes, ce qui aurait causé un nombre élevé de décès dans ces établissements. 75 des 94 décès confirmés sont ainsi survenus dans seulement cinq complexes d'ONG ,:
- Cullinan Care and Rehabilitation Centre, groupe incuant Siyabadinga et Anchor Center (25 décès)
- Precious Angels Home (20 décès)
- Mosego et Takalani Home (15 décès)
- Centre Tshepong (10 décès)
- Soins à domicile Hephzibah (5 décès)

### Recommandations
Le rapport désigne trois responsables en tant qu' « acteurs clés » du projet de « Marathon de la santé mentale » : le chef du ministère de la Santé de la province, Tiego Selebano ; le chef des services de santé mentale de la province, Makgabo Manamela ; et Qedani Mahlangu. Entre autres conseils, il recommande au Premier ministre de maintenir Mahlangu à son poste, en raison de son aptitude en dehors de cette affaire, et d'engager des procédures disciplinaires contre Selebano et Manamela, ainsi que d'autres responsables de la province. Makgoba préconise l'arrêt du projet de « Marathon de la santé mentale » et le transfert d'urgence de tous les patients dans des établissements de soins appropriés, ainsi que la fermeture des lieux d'accueil jugés inadaptés par l'enquête. Enfin, il prend parti pour la création d'un mode alternatif de règlement des différends et met l'accent sur la nécessité d'une indemnisation complète des familles des victimes,.

## Conséquences

### Fonctionnaires impliqués
En février 2017, Mahlangu démissionne du Conseil exécutif, à la suite de la publication du rapport du Médiateur de la santé. Le Premier ministre suspend Selebano et Manamela, et plusieurs médecins employés par le gouvernement de la province sont renvoyés devant des commissions d'enquête pour leur gestion de l'affaire.

### Rapport d'arbitrage et sentence
En mars 2018, l'arbitre Dikgang Moseneke conclut que la décision de déplacer les patients a été « irrationnelle et en violation flagrante de la loi et de la Constitution », ainsi qu'une « utilisation irrationnelle et arrogante de la puissance publique ». Il statue sur la somme que doivent recevoir les familles des patients affectés, et évalue le montant à 1,2 million de rands, parmi lesquels 180 000 pour choc et traumatisme psychologique, 1 million de rands au titre des dommages-intérêts constitutionnels et, dans les cas où le membre de la famille était décédé, 20 000 rands pour les frais funéraires,. Les dommages-intérêts constitutionnels, d'après Moseneke, doiveent compenser « les violations injustifiables et imprudentes de la Constitution par le gouvernement ». Le gouvernement de Gauteng verse un total de 159 millions de rands en compensation en juin 2018, mais plusieurs centaines de familles déclarent en décembre n'avoir encore reçu aucun paiement. Moseneke ordonne également au gouvernement d'ériger un monument en mémoire des personnes décédées, mais, en juillet 2021, cette décision n'a pas encore été suivie d'effet.

### Enquêtes et enquêtes criminelles
Le service de police sud-africain et l'unité spéciale d'enquête débutent des investigations. En avril 2017, les 144 dossiers sont renvoyés à l'Autorité nationale des poursuites, qui annonce en septembre 2019 ne pas avoir trouvé de preuves suffisantes pour porter des accusations. Le 19 juillet 2021, une enquête judiciaire est ouverte devant la Haute Cour de Pretoria pour déterminer la cause légale du décès de chaque patient, en vue d'établir la responsabilité pénale des différents protagonistes,. L'affaire est encore en cours.